# Change Your Life (chanson de Anna Tsuchiya)
Ne doit pas être confondu avec Change Your Life (chanson de Little Mix).
 (mai 2012).
Si vous disposez d'ouvrages ou d'articles de référence ou si vous connaissez des sites web de qualité traitant du thème abordé ici, merci de compléter l'article en donnant les références utiles à sa vérifiabilité et en les liant à la section « Notes et références ».
Singles de Anna Tsuchiya
Slap that Naughty Body / My Fate
(2006)
Change Your Life est le 1er single de Anna Tsuchiya sorti sous le label MAD PRAY RECORDS le 25 janvier 2006 au Japon. Il atteint la 35e place du classement de l'Oricon, et reste classé pendant 5 semaines, pour un total de 9 174 exemplaires vendus.
Change Your Life se trouve sur l'album Strip Me? et sur l'album remix Taste My Xxxremixxxxxxx!!!!!!!! Beat Life!, où se trouvent également Only Want You et Every Moment.
Le groupe L5 a chanté l'adaptation française Une Femme blessée, dans l'album Turbulences.

## Liste des titres
| 1. | Change Your Life             | Joa Heimer, Suzanne Mosson | Patrick Tucker                  | 3:45 |
| 2. | Only Want You                | Anna Tsuchiya              | Anthony Mazza, Chokkaku         | 3:45 |
| 3. | Every Moment                 | Anna Tsuchiya              | Murayama Shinichirou, Denda Mao | 3:43 |
| 4. | Change Your Life ~Version 5~ | Joa Heimer, Suzanne Mosson | Patrick Tucker                  | 4:23 |